# 明日氏
明日氏（ぬくいし、あけびし）は、日本の姓の一つ。
愛媛県、山形県に多数分布し、現愛媛県である伊予国越智郡明日村が起源とされる。

## 本姓
菅原氏と伝えられるが、証拠やデータがないため詳細は不明である。